# Cathédrale Saint-Hilaire de Franceville
La cathédrale Saint-Hilaire est une cathédrale catholique située à Franceville, au Gabon. Elle est le siège du diocèse de Franceville.